# Andrea Carlo Ferrari
Andrea Carlo Ferrari, né le 13 août 1850 au hameau de Lalatta (Palanzano) dans le diocèse de Parme et mort le 2 février 1921 à Milan, est un cardinal italien, archevêque de Milan, fondateur de la Compagnie de Saint Paul. Il a été béatifié le 10 mai 1987 par le pape Jean-Paul II. Il est commémoré le 2 février selon le Martyrologe romain.

## Vie et œuvre
Il ajouta ultérieurement le prénom de Carlo en l'honneur de Charles Borromée. 
Après avoir fait ses études au séminaire, il est ordonné prêtre en 1873 et enseigne les mathématiques et la physique au séminaire de Parme, dont il devient vice-recteur, puis recteur.
Il est nommé évêque de Guastalla en 1890 puis de Côme.
En 1894, le pape Léon XIII le crée cardinal, et le nomme archevêque de Milan, fonction qu'il occupera pendant 27 ans.
Il assuma sa charge pastorale avec ardeur, allant au-devant des fidèles lors de multiples visites aux églises éloignées. Parallèlement, il a une activité sociale importante, et participe à répandre les principes énoncés dans l'encyclique Rerum Novarum.
Andrea Carlo Ferrari, aidé de son secrétaire Giovanni Rossi, est à l'origine d'une fondation La Compagnie de Saint Paul, appelée aussi "Œuvre Cardinal Ferrari", rassemblant des cantines pour les ouvriers, des maisons du peuple, des institutions pour accueillir les jeunes filles en difficulté, des pèlerinages et un journal catholique. Le premier noyau de l'œuvre est tourné vers les activités sociales, tandis qu'une autre branche travaille dans le domaine culturel, d'où naîtra l'université catholique. Toutes ces initiatives ont encore de nombreux prolongements à l'heure actuelle dans le monde entier, selon le vœu de leur fondateur : « Sortez des sacristies, allez sur les places ».
Il meurt le 2 février 1921. C'est Achille Ratti, futur pape sous le nom de Pie XI, qui lui succède à l'archevêché de Milan.

## Son rôle lors du conclave de 1903 qui vit l'élection du cardinal Sarto
Le conclave s'ouvrit le 31 juillet, réunissant 62 cardinaux. La majorité des deux tiers nécessaire était donc de 42 voix. Au premier tour le cardinal secrétaire d'État Mariano Rampolla del Tindaro obtint 24 voix, et au deuxième, le soir du 1eraoût, il en avait déjà 29. C'est alors que l'archevêque de Cracovie, le cardinal Jan Puzyna de Kosielsko déclara au nom de l'empereur et roi François-Joseph que ce dernier voulait faire usage de son droit traditionnel pour exclure des candidats le cardinal Mariano Rampolla del Tindaro, utilisant ainsi ce qu'on appelait l'exclusive, une sorte de veto. 
Au troisième tour de scrutin, le nombre des voix en faveur de Rampolla monta à 30, montrant les limites de l'influence autrichienne. Toutefois, ce chiffre faisait bien comprendre qu'il n'y avait pas pour Rampolla une majorité suffisante au conclave.
Une telle situation offrait une chance à un candidat de compromis. L'archevêque de Milan, le cardinal Andrea Carlo Ferrari, présenta le patriarche de Venise, Giuseppe Sarto, comme la personne qu'il fallait. Sarto, qui avait pu recueillir sur son nom quelques voix aux trois premiers tours (5, 10 et 21), expliqua cependant qu'il se sentait indigne d'une si haute fonction et qu'il demandait instamment aux cardinaux rassemblés de renoncer à l'élire. De leur côté les cardinaux français conseillèrent à Rampolla de retirer sa candidature pour qu'ils pussent présenter un candidat de compromis ; mais le cardinal Rampolla refusa d'abandonner ses ambitions, faisant valoir que pour sa décision le conclave devait préserver sa liberté face à l'intervention impériale. 
Les cardinaux virent donc qu'ils n'avaient pas d'autre solution que de se rallier les uns après les autres à Sarto, qui renonça à s'opposer à son élection. le 4 août, le cardinal Sarto fut élu par 50 voix contre 10, et prit le nom de Pie X. Le premier geste du nouvel élu fut, par la constitution apostolique Commissum nobis, d'abolir le droit d'exclusive.

## Béatification - fête
Béatifié le 10 mai 1987 à Rome par le pape Jean-Paul II, sa fête a été fixée au 2 février.

## Succession apostolique
Andrea Carlo Ferrari a ordonné les évêques suivants :
- Archevêque Emilio Maria Miniati (it) (1894)
- Évêque Angelo Maria Meraviglia Mantegazza (1894)
- Évêque Paolo Origo (1895)
- Évêque Giuseppe Salvatore Scatti (it) (1898)
- Archevêque Pasquale Morganti (it), O.SS.C.A. (1902)
- Évêque Federico Domenico Sala (1903)
- Archevêque Carlo Castelli (it), O.SS.C.A. (1904)
- Évêque Giovanni Mauri (fi) (1904)
- Archevêque Luigi Bignami (it) (1906)
- Archevêque Ernesto Maria Piovella (it), O.SS.C.A. (1907)
- Évêque Leonida Mapelli (1908)
- Évêque Luigi Maria Marelli (it) (1908)
- Évêque Dionisio Vismara (ru), P.I.M.E. (1909)
- Évêque Giovanni Rosi (1911)
- Évêque Camillo Francesco Carrara, O.F.M.Cap. (1911)
- Cardinal Eugenio Tosi, O.SS.C.A. (1911)
- Archevêque Cleto Cassani (1911)
- Archevêque Giovanni Gamberoni (it) (1911)
- Archevêque Pompeo Ghezzi (it) (1912)
- Évêque Carlo Pensa, O.SS.C.A. (1912)
- Évêque Emilio Poletti (1912)
- Évêque Ludovico Antomelli (it), O.F.M. (1913)
- Évêque Pietro Calchi Novati (it) (1915)
- Évêque Simone Pietro Grassi (it) (1915)
- Cardinal Carlo Dalmazio Minoretti (1916)